# 瓦利鎮區 (北達科他州巴恩斯縣)
瓦利鎮區（英語：Valley Township）是位於美國北達科他州巴恩斯縣的一個鎮區。

## 地方資料
瓦利鎮區的面積為84.65平方千米，當中陸地面積為84.56平方千米，而水域面積為0.09平方千米。根據2010年美國人口普查的數據，當地共有人口536人，而人口密度為每平方千米6.33人。